# Kaneko Takahashi
Kaneko Takahashi (jap. 高橋 カネ子 Takahashi Kaneko; * 26. September 1942 in Karuizawa) ist eine ehemalige japanische Eisschnellläuferin.
Takano nahm von 1962 bis 1971 an internationalen Wettbewerben teil. Dabei kam sie bei der Mehrkampfweltmeisterschaft 1962 in Imatra auf den 11. Platz und bei der Mehrkampfweltmeisterschaft 1963 in Karuizawa auf den 26. Rang im Mini-Mehrkampf. In der Saison 1963/64 belegte sie bei der Mehrkampfweltmeisterschaft 1964 in Kristinehamn den 14. Platz im Mini-Mehrkampf und bei den Olympischen Winterspielen 1964 in Innsbruck den 24. Platz über 500 m, jeweils den 18. Rang über 1000 m und 1500 m sowie den 16. Platz über 3000 m. Letztmals international startete sie bei der Sprintweltmeisterschaft 1971 in Inzell, wobei sie den 22. Platz im Sprint-Mehrkampf errang. Bei japanischen Meisterschaften wurde sie einmal Zweite und dreimal Dritte im Mini-Mehrkampf.

## Persönliche Bestzeiten
| Disziplin | Zeit       | Datum             | Ort       |
| --------- | ---------- | ----------------- | --------- |
| 500 m     | 46,08 s    | 20. Februar 1971  | Inzell    |
| 1000 m    | 1:34,7 min | 20. Februar 1971  | Inzell    |
| 1500 m    | 2:31,6 min | 20. Dezember 1965 | Karuizawa |
| 3000 m    | 5:18,7 min | 22. Februar 1965  | Karuizawa |